# Зёйдема, Йохан
Йоханнес (Йохан) Зёйдема (нидерл. Johannes "Johan" Zuidema; род. 21 сентября 1948, Де-Вестерен, Фрисландия) — нидерландский футболист, нападающий.

## Карьера

### Клубная карьера
В 1969 году Зёйдема перешёл в клуб «Камбюр», в котором играл в 1969—1973 годах и становился лучшим бомбардиром. В 1973 году стал игроком клуба «Твенте», а в сезоне 1975/76 перешёл в амбициозную команду НЕК. За клуб он отыграл один сезон своей карьеры, приняв участие в 32 матчах.
Завершил игровую карьеру в 1979 году в клубе «Аякс», за который играл с 1976 года.

### Карьера в сборной
В 1975 году дебютировал в официальных матчах в составе национальной сборной Нидерландов. Провёл в её составе 2 матча, но не забил ни одного гола. В дальнейшем за сборную больше не выступал.

## Статистика

### Матчи Зёйдемы за сборную Нидерландов
| Матчи Зёйдемы за сборную Нидерландов | Матчи Зёйдемы за сборную Нидерландов | Матчи Зёйдемы за сборную Нидерландов | Матчи Зёйдемы за сборную Нидерландов | Матчи Зёйдемы за сборную Нидерландов | Матчи Зёйдемы за сборную Нидерландов |
| ------------------------------------ | ------------------------------------ | ------------------------------------ | ------------------------------------ | ------------------------------------ | ------------------------------------ |
| №                                    | Дата                                 | Соперник                             | Счёт                                 | Голы Зёйдемы                         | Соревнование                         |
| 1                                    | 30 апреля 1975                       | Бельгия                              | 0:1                                  | —                                    | Товарищеский матч                    |
| 2                                    | 17 мая 1975                          | ФРГ                                  | 1:1                                  | —                                    | Товарищеский матч                    |

Итого: 2 матча / 0 голов; 0 побед, 1 ничья, 1 поражение.

## Достижения
«Аякс»
- Чемпион Нидерландов: 1976/77